# Nederlandse kampioenschappen schaatsen afstanden 2018 - 10.000 meter mannen
De 10000 meter mannen op de Nederlandse kampioenschappen schaatsen afstanden 2018 werd op zondag 29 oktober 2017 in ijsstadion Thialf te Heerenveen verreden, waarbij 12 deelnemers startten.

## Uitslag
| #      | Schaatsster      | tijd     |
| ------ | ---------------- | -------- |
| Goud   | Jorrit Bergsma   | 12.55,83 |
| Zilver | Sven Kramer      | 12.58,02 |
| Brons  | Erik Jan Kooiman | 12,59,48 |
| 4      | Jan Blokhuijsen  | 13.02,56 |
| 5      | Jouke Hoogeveen  | 13.10,08 |
| 6      | Simon Schouten   | 13.10,08 |
| 7      | Bob de Vries     | 13.12,77 |
| 8      | Douwe de Vries   | 13.14,46 |
| 9      | Marcel Bosker    | 13.17,41 |
| 10     | Jos de Vos       | 13.19,45 |
| 11     | Patrick Roest    | 13.25,11 |
| 12     | Mats Stoltenborg | -        |

Uitslag op 
1987 · 
1988 · 
1989 · 
1990 · 
1991 · 
1992 · 
1993 · 
1994 · 
1995 · 
1996 · 
1997 · 
1998 · 
1999 · 
2000 · 
2001 · 
2002 · 
2003 · 
2004 · 
2005 · 
2006 · 
2007 · 
2008 · 
2009 · 
2010 · 
2011 · 
2012 · 
2013 · 
2014 · 
2015 · 
2016 · 
2017 · 
2018 · 
2019 · 
2020 · 
2021 · 
2022 · 
2023 · 
2024 · 
2025